# Гаррі Поттер і філософський камінь (фільм)
«Га́ррі По́ттер і філосо́фський ка́мінь» (англ. Harry Potter and the Philosopher's Stone) — перший фільм із серії фільмів про хлопчика-чарівника Гаррі Поттера, екранізація однойменного роману британської письменниці Дж. К. Роулінг.
Режисером стрічки став Кріс Коламбус, який також працював і над другим фільмом серії — «Га́ррі По́ттер і таємна кімната». Головні ролі виконали 12-річні Денієл Редкліфф, Руперт Ґрінт та 11-річна Емма Вотсон. Дорослих персонажів зіграли провідні британські актори, такі як: Меґґі Сміт, Алан Рікман, Джон Кліз та інші. Фільм був номінований на три премії «Оскар» у технічних номінаціях, але не здобув жодної нагороди. Стрічка має сімейний рейтинг PG за класифікацією MPAA.

## Сюжет
На початку фільму, 1 листопада 1981 року, професор Албус Дамблдор і професор Мінерва Макґонеґел зустрічаються біля будинку номер 4 на вулиці Прівіт Драйв у Літл-Вінґіну, що на околиці графства Суррей, Англія. Вони обговорюють останні події чарівного світу. Лорд Волдеморт, найсильніший темний чаклун усіх часів, нарешті переможений. На жаль, він забрав із собою в могилу двох своїх останніх жертв: Лілі та Джеймса Поттерів. А їхній маленький син, Гаррі, якимось чином зумів вижити. На згадку від зустрічі з Волдемортом у нього залишився лише шрам у вигляді блискавки на чолі. Напіввелетень Геґрід, гоґвортський лісник і близький друг Дамблдора, приносить професорам дитину Поттерів. Гаррі віддають під опіку його родичам-маґлам — сестрі матері Петунії Дурслі та її чоловіку Вернону. У Дурслі є і власний син — Дадлі.
Дурслі ненавидять магію і приховують від Гаррі те, що він володіє магічними здібностями, натомість кажуть, що його батьки загинули в автомобільній катастрофі. Вони погано поводяться з Гаррі: йому доводиться спати в комірці під сходами, доношувати старий одяг Дадлі або гратися з його старими іграшками тощо. Одного дня Гаррі випадково випадає поїхати з родиною Дурслі їде до зоопарку, щоб відсвяткувати день народження Дадлі. У зоопарку в Гаррі раптом виходить поговорити з удавом, а потім випадково звільнити його з вольєру, а Дадлі навпаки ув'язнити в ньому.
За тиждень до одинадцятого дня народження до Гаррі починають прилітати сови з листами, у яких хлопчика запрошують навчатись у Гоґвортсі — школі чарів і чаклунства. Дурслі намагаються перешкодити Гаррі отримати листа і тому разом із ним вирушають на далекий острів, проте Геґрід знаходить їх і забирає Гаррі.
Геґрід і Гаррі вирушають на Алею Діаґон, де хлопчик купує необхідні для навчання речі. Там Гаррі дізнається про вбивцю своїх батьків — Волдеморта, чарівника, ім'я якого досі боїться вимовляти кожен чаклун.
Гаррі знайомиться з Роном Візлі — хлопчиком із бідної чаклунської родини. Також у Гоґвортському експресі вони знайомляться з Герміоною Ґрейнджер.
Після прибуття у Гоґвортс новачків розподіляють до чотирьох факультетів, даючи їм приміряти Сортувальний Капелюх. Кожен факультет відрізняється від інших: у Слизерин потрапляють хитрі й амбітні люди, що досягають своїх цілей будь-якими засобами незважаючи ні на що; Рейвенклов стане будинком для тих, хто якнайбільше цінує мудрість і гострий розум; сміливці стануть Ґрифіндорцями, а студенти Гафелпафу відрізняються чесністю, працьовитістю та справедливістю думок (часто туди потрапляють ті, кому не підходять інші факультети). Капелюх спочатку вирішує відправити Гаррі до Слизерину, проте хлопець воліє навчатися у Ґрифіндорі і капелюх дослухається до нього. На цей факультет також потрапляють Рон і Герміона.
У школі Гаррі все більше дізнається про світ чарівників. Якось з газети для чарівників він довідався, що невідомі потрапили у банк Ґрінґотс того дня, коли там були вони з Геґрідом, але камера №713, яку вони хотіли обікрасти, виявилася порожньою.
Професорка Макґонеґел запрошує Гаррі у ґрифіндорську команду з квідичу.
Одного дня до школи проникає троль, тож всіх учнів просять піти у свої гуртожитки. У цей час Гаррі і Рон згадують, що Герміона не знає про троля, адже вони посварилися напередодні, тож хлопці вирішують бігти її рятувати. Рону вдається виконати заклинання Вінгардіум Левіоза та перемогти троля.
На Різдво Гаррі отримує подарунок — мантію-невидимку, яка колись належала його батькові. Гаррі знаходить Дзеркало Яцресу, у якому бачить батьків. Дамблдор радить йому припинити дивитись у дзеркало, оскільки воно з часом замінює людям реальний світ, і вони вже не можуть відрізнити реальність від ілюзій.
Гаррі, Рон і Герміона дізнаються, що в одному з коридорів Гоґвортсу, куди заборонено заходити учням, є триголовий пес, що охороняє таємничий люк. Вони здогадуються, що собака охороняє легендарний філософський камінь, за допомогою якого можна приготувати еліксир життя. Друзі вирішують, що Северус Снейп, зловісний професор зілля і настоянок, голова факультету Слизерин, намагається вкрасти камінь, щоб повернути Волдемортові силу.
Вважаючи, що камінь викрадуть, Гаррі, Рон і Герміона вирішують прокрастися у сховище. Подолавши всі бар'єри (пастка диявола, крилаті ключі, чарівні шахи), Гаррі дізнається, що камінь хоче вкрасти викладач із захисту від темних мистецтв професор Квірел, тіло якого виявилось притулком для Темного Лорда. Але в сутичці Волдеморт, вкотре, зазнає поразки.
Гаррі приходить до тями у шкільній лікарні. До нього навідується Дамблдор, який пояснює як саме він зміг перемогти  Волдеморта — завдяки самопожертві його матері, яка наклала на нього потужний захист. На останньому обіді, Дамблдор, враховуючи минулі події пов'язані з боротьбою за філософський камінь, присуджує Ґрифіндору додаткові бали і він перемагає у факультетському змаганні.

## У ролях

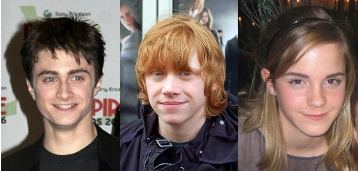
Головні герої фільму

| Актор           | Роль                                                 |
| --------------- | ---------------------------------------------------- |
| Деніел Редкліфф | Гаррі Поттер                                         |
| Руперт Ґрінт    | Рональд Візлі                                        |
| Емма Вотсон     | Герміона Ґрейнджер                                   |
| Томас Фелтон    | Драко Мелфой                                         |
| Метью Льюїс     | Невіл Лонґботом                                      |
| Річард Гарріс   | директор Гоґвортсу Албус Дамблдор                    |
| Роббі Колтрейн  | Рубеус Геґрід                                        |
| Алан Рікман     | професор зіллєваріння Северус Снейп                  |
| Меггі Сміт      | професор трансфігурації Мінерва Макґонеґел           |
| Ієн Гарт        | професор захисту від темних мистецтв Квірінус Квірел |
| Ворвік Девіс    | професор заклинань Філіус Флітвік                    |
| Зої Вонамейкер  | тренер із квідичу Мадам Гуч                          |
| Девід Бредлі    | шкільний доглядач Арґус Філч                         |
| Джон Кліз       | привид Майже безголовий Нік                          |
| Олівер Фелпс    | брат Рона Джордж Візлі                               |
| Джеймс Фелпс    | брат Рона Фред Вїзлі                                 |
| Джулі Волтерс   | мати Рона Молі Візлі                                 |
| Джон Герт       | майстер чарівних паличок Олівандер                   |
| Річард Гриффітс | дядько Гаррі Вернон Дурслі                           |
| Фіона Шоу       | тітка Гаррі Петунія Дурслі                           |
| Гаррі Меллінг   | двоюрідний брат Гаррі Дадлі Дурслі                   |
| Верн Троєр      | гоблін Ґрипхук                                       |
| Джошуа Гердман  | учень Грегорі Гойл                                   |

## Український дубляж
Дубляж студії «Так Треба Продакшн» для vod-платформи
Українською мовою фільм дубльовано студією «Так Треба Продакшн» на замовлення vod-провайдера sweet.tv у 2020 році.
- Режисер дубляжу — Олена Мойжес
- Звукорежисери — Андрій Єршов, Ярослав Зелінський
- Звукорежисер перезапису — Сергій Ваніфатьєв

Ролі дублювали:
- Лесь Задніпровський, Віктор Андрієнко, Андрій Потапенко, Дмитро Зленко, Євген Лебедин, Іван Вікулов, Ігор Журбенко, Тимур Кухар, Єва Головко, Вероніка Лук'яненко, Руслана Писанка, Ярослав Чорненький, Володимир Терещук, Михайло Войчук, Олесь Гімбаржевський, Олександр Солодкий, Олексій Семенов, Андрій Соболєв, Ганна Соболєва, Лідія Муращенко, Юлія Перенчук та інші.

Дубляж студії «Так Треба Продакшн» для телеканалу Новий канал
Українською мовою фільм дубльовано студією «Так Треба Продакшн» на замовлення телеканалу «Новий канал» у 2020 році.
Ролі дублювали:
- Павло Скороходько — Гаррі Поттер
- Андрій Федінчик — Рон Візлі
- Владислав Пупков — Албус Дамблдор
- Вероніка Лук'яненко — Герміона Грейнджер,
- Андрій Альохін, Євген Пашин, Олег Стальчук, Володимир Терещук та інші.

## Українське закадрове озвучення
Українською мовою озвучено студії 1+1 у 2004 році
Ролі озвучували: Олесь Гімбаржеський, Владислав Пупков, Лідія Муращенко та Наталя Задніпровська
Українською мовою фільм озвучено студії Творче Об єдання Дія На замовлення Новий канал у 2008 році
Ролі озвучували: Павло Скороходько, Михайло Жонін, Олег Лепенець, Юлія Перенчук, Лідія Муращенко, Володимир Терещук, Євген Пашин, Наталя Романько-Кисельова та Андрій Самінін

## Виробництво

### Історія створення
Джоан Роулінг продала права на створення фільмів до перших чотирьох книг про Гаррі Поттера у 1999 році за скромну суму в один мільйон фунтів стерлінгів (1 982 900$).  Однак важливим було те, що за умовами письменниця одержуватиме певну частину від зборів кожного з фільмів і матиме значний контроль над всіма стадіями виробництва картин.

### Фільмування
Фільмування стартувало у вересні 2000 року на студії Warner Bros. у Лівсдені та завершилися 23 березня 2001 року з деякими завершальними роботами у липні. Основне фільмування мало місце 2 жовтня 2000 року на вокзалі Ґоатленду в Північному Йоркширі. Кентерберійський собор розглядався як можливе місце фільмування Гоґвортсу, але собор відхилив пропозицію Warner Bros через язичницьку тематику фільму. Основними майданчиками для фільмування Гоґвортсу стали Глостерський собор і Алнікський замок; декораціями деяких сцен служили приміщення школи Герроу. Рішення проводити фільмування в катедральному соборі Глостера викликало масові протести з боку місцевих жителів. Багато листів обурення було опубліковано у локальній пресі, їх автори звинувачували творців фільму в святотатстві, погрожуючи не пропустити знімальну групу в собор. Щоправда, в день початку фільмування, з'явився тільки один протестувальник. Окремі сцени в класах і коридорах знімались протягом двох тижнів у Даремському соборі.  Госпіталем і бібліотекою Гоґвортсу стали оксфордська Школа Богослов'я та Бібліотека герцога Гамфрі (частина Бодліанської бібліотеки), відповідно. Сцени в Прівіт Драйв знімалися в Пікет Пост Кловз, що в Бракнеллі, Беркшир. Наступні події фільму на Прівіт Драйв знімалися в побудованих декораціях на студії в Лівсдені, що виявилось дешевше, ніж фільмування на реальних локаціях. Інтер'єр банку Ґрінґотс було відзнято у будівлі дипломатичного представництва Австралії в Лондоні. Місцем фільмування Гоґвортської зали трофеїв став Крайст Черч. Сцена у тераріумі знята в Лондонському зоопарку.
Кіностудія порадувала прихильників тим, що при створенні чарівних істот у фільмі повинні були використовуватись спеціально сконструйовані механічні моделі, що рухаються (так звана аніматроніка), і комп'ютерна графіка. Комп'ютерні спецефекти були головним чином використані при створенні печерного троля і дракона Норберта. У сцені з печерним тролем у туалеті, Деніел Редкліфф не висів на шиї у троля, оскільки різкі рухи троля могли запросто зламати йому шию. Зображення актора було додано за допомогою комп'ютерної графіки.
Діти-актори під час фільмування робили свої справжні домашні завдання, щоб зробити шкільний процес більш реальним.

### Кастинг
Це другий фільм для Деніела Редкліффа.
Том Фелтон спочатку прослуховувався на ролі Гаррі та Рона, перш ніж отримав роль Драко Мелфоя.
У фільмі відбувся перший із двох виступів для Кетрін Ніколсон (відсутня в титрах) у ролі Пенсі Паркінсон (другий — «Гаррі Поттер і таємна кімната» (2002)). Вона була першою з п'яти акторок, яка зіграла цю роль.
Однією з умов Джоан Роулінг при передачі прав на створення фільмів було те, щоб усі актори мали бути британцями. Лише в четвертому фільмі, де це було необхідне згідно з книгою, з'явилися актори з інших країн.

### Неточності
Коли Гаррі знаходиться в зоопарку, можна побачити, що змія явно блимає. Насправді змії не мають повік.

## Збори
Світова прем'єра фільму відбулася 4 листопада 2001 у Лондонському сквері Лестера. У США за перший день прокату фільм зібрав 32,3 млн $, побивши рекорд одноденних зборів, поставлений «Прихованою загрозою». Наступного дня фільм зібрав 33,5 млн $, вдруге перевершивши рекорд зборів одного дня. Протягом першого вікенду збори картини досягли 90,3 млн $, встановивши новий рекорд найкасовішого прем'єрного вікенду, який до цього належав «Парку Юрського періоду 2». Це досягнення надалі було перевершено фільмом «Людина-павук», який за той самий період заробив 114,8 млн $. «Гаррі Поттер» тримав лідерство у прокаті протягом трьох тижнів. Рекорд п'ятиденних вихідних Дня подяки (82,4 млн $), встановлений фільмом, тримався 12 років, поки його не перевершив у 2013 році фільм «Голодні ігри: У вогні» (109,9 млн $).
Загалом у світі стрічка зібрала $974 755 371, з яких $317 575 550 — у США, що дозволило їй стати найкасовішою кінокартиною 2001 року. На той час фільм посів друге місце (після «Титаніка») у списку найприбутковіших фільмів. Зараз він займає у цьому списку 29 позицію. «Філософський камінь» за світовими зборами серед фільмів франшизи перевершує лише «Гаррі Поттер і Смертельні реліквії: Частина 2».

## Цікаві факти
- Сцена, що показує вбивство Волдемортом батьків Гаррі, була написана особисто Джоан Роулінг, оскільки тільки їй одній було відомо, що відбулося.
- На роль сови Гаррі Поттера Гедвіґи були залучені одразу три сови Оок, Гизмо і Спраут.
- Фільм відомий як «Гаррі Поттер і філософський камінь» («Harry Potter and Philosopher's Stone») у всьому світі, окрім США. В північноамериканському прокаті назва була змінена на «Гаррі Поттер і чаклунський камінь» («Harry Potter and Sorcerer's Stone»). З цієї причини всі сцени, в яких згадується філософський камінь, були зняті двічі: в одному випадку актори вимовляють філософський камінь (Philosopher's Stone), а в іншому чаклунський камінь (Sorcerer's stone).
- Гаррі Поттер та Джоан Роулінг народилися в один день — 31 липня. Гаррі народився 31 липня 1980 року, а Роулінг у той самий день, але на 15 років раніше.
- Більшість декорацій були створені в реальності. Творці фільму намагалися використати якомога менше комп'ютерної графіки. У лондонській студії Warner Bros можна побачити як маленькі деталі, які, можливо, були непомітні у фільмі, так і великі декорації, які виконали важливу роль. Багато часу зайняла підготовка декорацій Алеї Діаґон.

## Знімальна група
- Режисер — Кріс Коламбус
- Сценарій — Стів Кловз
- Продюсер — Девід Гейман
- Виконавчі продюсери — Кріс Коламбус, Марк Редкліфф, Майкл Барнатан; Дункан Гендерсон
- Оператор — Джон Сил A.C.S., A.S.C.
- Редактор — Річард Францис-Брюс A.C.E.
- Композитор — Джон Вільямс
- Спецефекти — Роберт Легато і Нік Девіс
- Костюми — Джудіанна Маковські
- Художники-постановники — Майкл Ламонт, Ендрю Екленд-Шоу, Стівен Лоуренс, Люцинда Томсон, Пітер Францис, Саймон Ламонт

## Нагороди та номінації
| Рік  | Нагорода            | Категорія                                                             | Номінант                        | Результат |
| ---- | ------------------- | --------------------------------------------------------------------- | ------------------------------- | --------- |
| 2002 | Премія «Оскар»      | Найкраща музика до фільму                                             | Джон Вільямс                    | Номінація |
| 2002 | Премія «Оскар»      | Найкраща робота художника-постановника, художника-декоратора          | Стюарт Крейг, Стефані Макміллан | Номінація |
| 2002 | Премія «Оскар»      | Найкращий дизайн костюмів                                             | Джудіанна Маковскі              | Номінація |
| 2002 | Премія каналу "MTV" | Прорив року                                                           | Деніел Редкліфф                 | Номінація |
| 2002 | Британська академія | Краща чоловіча роль другого плану                                     | Роббі Колтрейн                  | Номінація |
| 2002 | Британська академія | Найкращі костюми                                                      | Джудіанна Маковскі              | Номінація |
| 2002 | Британська академія | Найкращий звук                                                        | Джон Вільямс                    | Номінація |
| 2002 | Британська академія | Премія імені Олександра Корди за найвидатніший британський фільм року |                                 | Номінація |
| 2002 | Британська академія | Найкраща робота художника-постановника                                | Стюарт Крейг, Стефані Макміллан | Номінація |
| 2002 | Британська академія | Найкращий грим/зачіски                                                |                                 | Номінація |
| 2002 | Британська академія | Найкращі візуальні ефекти                                             |                                 | Номінація |